# 全日空140便急降下事故
全日空140便急降下事故（ぜんにっくう140びんきゅうこうかじこ）は、2011年（平成23年）9月6日に発生した重大インシデントである。重大インシデントとは、事故が発生するおそれがあると認められる事態であり、事故と同様に国の運輸安全委員会が調査を行う。
那覇空港から東京国際空港へ向かっていた全日空140便（ボーイング737-781）が和歌山県串本町沖の上空を飛行中に背面飛行状態となり、急降下した。乗員乗客117人のうち2人が負傷したが、死者は出なかった。
この重大インシデントに係る調査報告書の中で、運輸安全委員会は、連邦航空局に対して類似したスイッチの設計改善等を求めた。

## 飛行の詳細

### 機材
重大インシデントを起こしたボーイング737-781（JA16AN）は2008年1月11日に製造番号33889として製造されており、総飛行時間は7,968時間45分であった。また、直近の定期点検は2009年11月17日に行われていた。

### 乗員
機長は64歳の男性だった。総飛行時間は16,518時間47分で、ボーイング737では64時間14分の経験があった。
副操縦士は38歳の男性だった。総飛行時間は2,930時間12分で、ボーイング737では197時間13分の経験があった。副操縦士は2007年1月から2011年5月までボーイング737-500に乗務しており、同年6月よりボーイング737-700への乗務となっていた。

## 重大インシデントの経緯
140便は那覇空港から東京国際空港へ向かう国内定期便だった。21時15分、140便は那覇空港を離陸し、高度41,000フィート (12,000 m)を巡航していた。22時46分、機長がトイレのためコックピットから退室した。2分後、管制官が進路変更を指示し、副操縦士は進路変更の操作を行った。操作を行っている最中に機長がトイレから戻り、入室の合図を送った。副操縦士はコックピットのドアを開けるため、ドアロックセレクターを操作しようとした。しかしこの時、副操縦士は誤ってラダートリムを操作した。そのため、機体は左に傾き始めたが、副操縦士は20秒近く異常に気付かなかった。副操縦士は操縦桿を右に切ったが旋回は止まらず、機体は左に131度まで傾き、急降下した。最終的に機体は35,000フィート (11,000 m)で水平に戻った。140便は20秒で6,000フィート (1,800 m)近く降下しており、機体には設計限度を超える負荷が生じていた。コックピットへ戻った機長は操縦を引き継ぎ、140便は23時30分ごろに羽田へ着陸した。急降下により客室乗務員2人が足を捻挫するなどの怪我を負い、4人の乗客が体調不良を訴えた。しかし乗客は全員シートベルトを着用していたため、負傷者はいなかった。
機長は事象発生後のインタビューで急降下中は立っていられず、コックピット内から警報音が聞こえていたと証言した。多くの乗客は夜間で外が見えなかったため、反転していることに気づかなかった。

## 重大インシデント調査
運輸安全委員会（JTSB）が調査を行った。9月8日にJTSBの調査官3人がエアーニッポンの羽田事務所へ派遣された。
コックピットボイスレコーダー（CVR）は上書きされていたため、事象発生時のデータは残っていなかった。

### 2つのスイッチの類似性

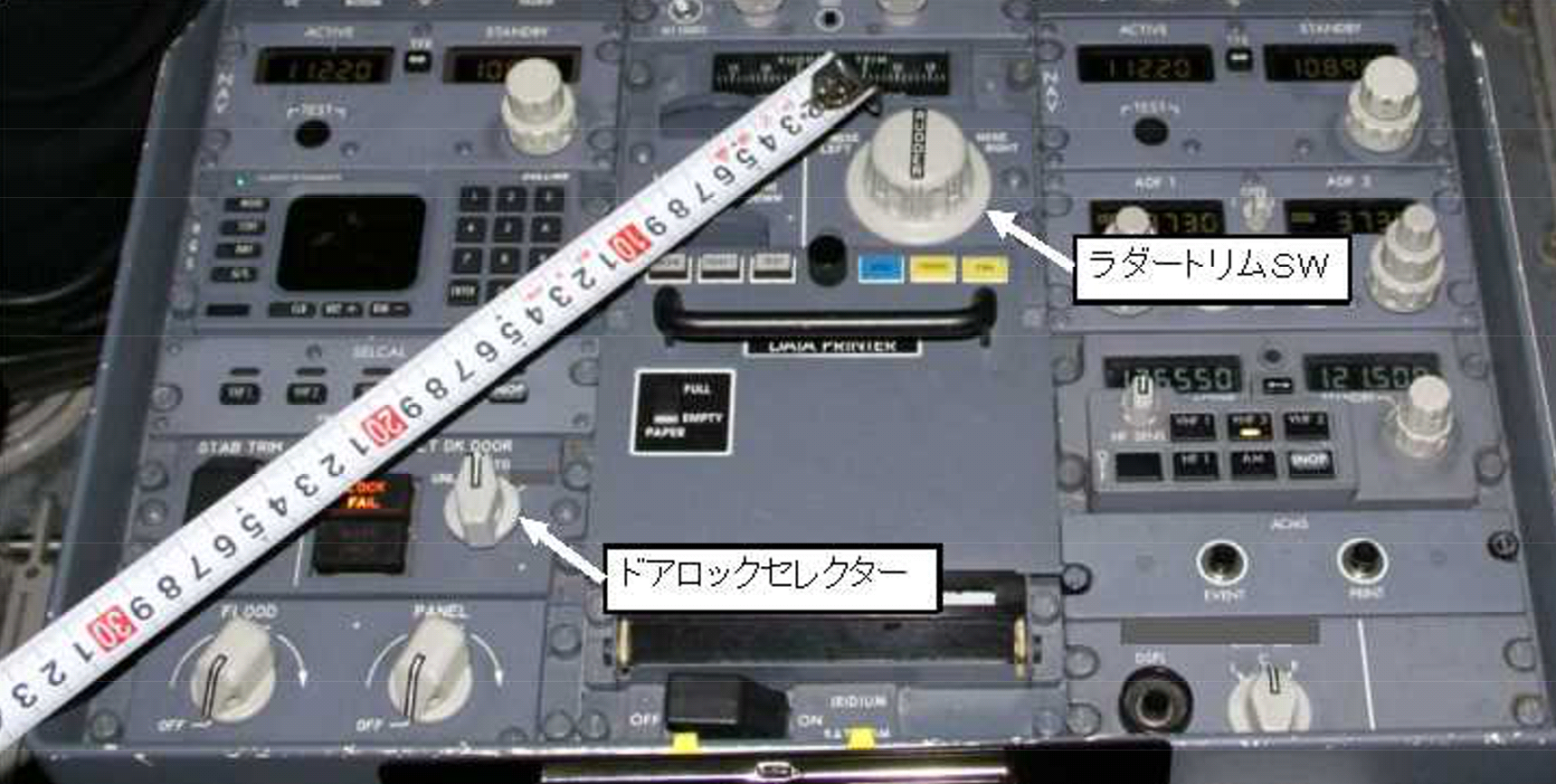
B737-700のドアロックセレクターとラダートリムスイッチの配置

調査から、急降下に至ったのは副操縦士がドアロックセレクターとラダートリムのスイッチを取り違えたことが原因と判明した。この2つのスイッチは同じパネル上に存在していた。ラダートリムスイッチはパネルのほぼ中央にあり、そこから20cmほど左下にドアロックセレクターが配置されていた。2つのスイッチは形状や大きさなどは異なるが、操作方法や回転する角度などに類似性があった。

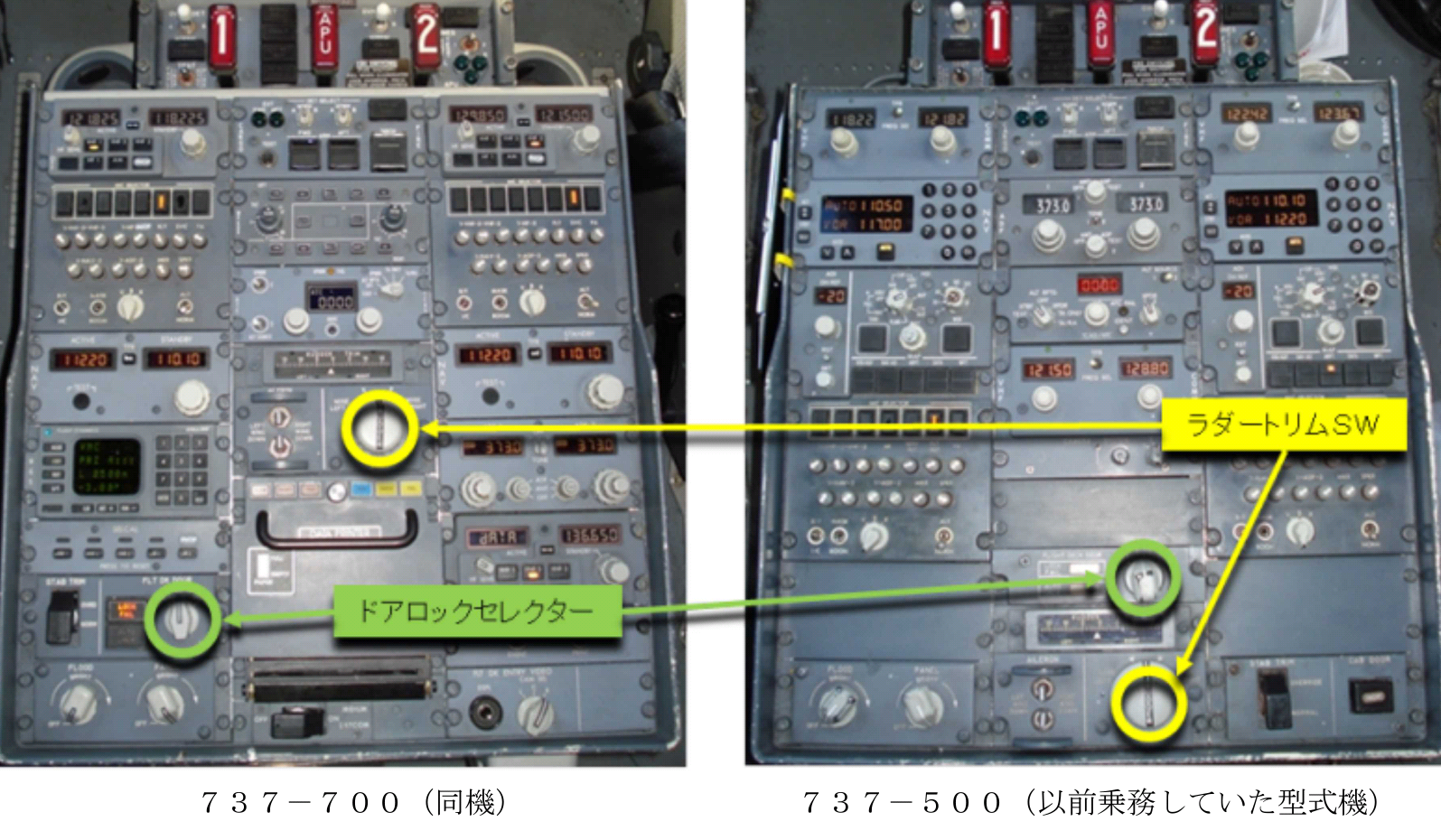
B737-500とB737-700のドアロックセレクターとラダートリムスイッチの配置

一方で、副操縦士が事象発生の4ヶ月前まで乗務していたB737-500ではこの2つのスイッチの配置は異なっていた。ボーイングはB737-700の開発時に、「B737-500は将来的に退役機種になること」と「パイロットが同時期に両方の機種に乗務しないこと」を前提としてスイッチの配置検討を行った。その結果、パネルの空きスペースの制約や、パイロットの体格差を考え、ラダートリムスイッチを可能な限り前方に配置するということとなった。B737-700で副操縦士が飛行中にドアロックセレクターを操作するのはこの時が初めてのことであった。そのため、副操縦士はB737-500でドアロックセレクターが配置されていた位置とほぼ同じ場所にあったラダートリムスイッチを誤って操作してしまった。

### 訓練について
副操縦士はB737-500からB737-700への差異訓練を修了していた。しかしスイッチ類の配置については自学自習であり、両スイッチの類似性についても指摘されていなかった。その他、副操縦士は異常姿勢からの回復訓練を受けていた。しかし、訓練は10,000フィート (3,000 m)以下を飛行中の条件下で行われており、失速警報の作動も想定されていなかった。また、コックピットに1人でいる際に異常事態が発生することを想定した訓練等は実施されていなかった。

### 最終報告書
2014年9月25日、JTSBは最終報告書を発行した。
報告書では原因として、副操縦士がドアロックセレクターとラダートリムスイッチを取り違えたことを挙げた。この操作により自動操縦は機体の姿勢を維持できず、またその後の回復操作も一部不適切だったため機体は反転するほど大きく傾いた。2つのスイッチの取り違えは、B737-500のドアロックセレクターとB737-700のラダートリムスイッチが類似していたため起きたと結論付けられた。また、航空会社の訓練が不十分だったためにスイッチ類の配置が身に付いていなかった可能性も指摘された。不適切な操作を行ったのは回復操作中に予期せずスティックシェイカーが作動したため、副操縦士が驚き混乱したためだと推定された。副操縦士は高高度を飛行中にスティックシェイカーが作動した状況を想定した訓練を受けていなかった。
この報告書により、スティックシェイカーの作動が複数回あったほか、同機が何度も最大運航速度を超えていたことなどから機体の制御が失われる寸前であったことが判明し、当初の認識以上に危険な状態であったことが明らかとなった。

### 安全勧告
JTSBは航空会社、国土交通省、連邦航空局（FAA）に安全勧告を発令した。全日空と国土交通省には教育や回復訓練の改善を求めた。この勧告では、異常姿勢からの回復訓練を義務化するよう各社に求めることが提言された。また、FAA宛の安全勧告も発行し、ボーイングに対してスイッチの類似性の改善について検討をするよう指導することを求めた。

## 事象発生後
全日空はこの出来事を受けて、航空券の払い戻しなどを行った。ANAの関係者は「危険を回避するためだとしてもこのような挙動は信じられない」と述べた。
専門家は「通常、旅客機はそのような動きは出来ない」「重大な事故に繋がる可能性があった」と述べた。